# Öldöklő szerelem
Az Öldöklő szerelem (eredeti cím: Unforgettable) 2017-ben bemutatott amerikai filmdráma, amelyet Denise Di Novi rendezett. A főbb szerepekben Rosario Dawson, Katherine Heigl, Geoff Stults, Cheryl Ladd és Sarah Burns látható.
Amerikában 2017. április 21-én, Magyarországon 2017. április 20-án mutatták be a mozikban.

## Cselekmény
Tessa és David házassága véget ér, ráadásul David nem sokkal kesőbb már egy másik nővel, Juliaval osztja meg egykor Tessaval közös otthonukat. A volt feleség teljesen beleőrül abba, hogy korábbi férje most egy másik nővel él együtt a közös házukban a kislányukkal, ezért elhatározza, hogy minden eszközzel tönkreteszi az életüket. Fondorlatos módon elkezdi hitelteleníteni és életveszélyes helyzetekbe sodorni Juliat, aki kénytelen felvenni a harcot Tessaval, és meggyőzni párját, hogy a volt felesége mindannyiuk életére fenyegetést jelent…

## Szereplők
| Szereplő       | Színész           | Magyar hang     | Leírás                                      |
| -------------- | ----------------- | --------------- | ------------------------------------------- |
| Julia Banks    | Rosario Dawson    | Pikali Gerda    | David menyasszonya.                         |
| Tessa Connover | Katherine Heigl   | Mezei Kitty     | David volt felesége és Lily anyja.          |
| David Connover | Geoff Stults      | Széles Tamás    | Tess volt férje és Lily apja.               |
| Lovey          | Cheryl Ladd       | Incze Ildikó    | Tess anyja.                                 |
| Sarah          | Sarah Burns       | Kovács Patrícia | David gyermekkori barátja.                  |
| Ali            | Whitney Cummings  | Szávai Viktória | Julia legjobb barátja.                      |
| Michael Vargas | Simon Kassianides | Dolmány Attila  | Julia bántalmazó és erőszakos volt barátja. |
| Lily Connover  | Isabella Rice     | Borsi Boglárka  | Tessa és David lánya                        |
| Pope           | Robert Ray Wisdom | Tóth Zoltán     | Nyomozó.                                    |

### Magyar változat
- Bemondó: Bozai József
- Magyar szöveg: Tóth Tamás
- Hangmérnök: Jacsó Bence
- Rendezőasszisztens és vágó: Simkóné Varga Erzsébet
- Gyártásvezető: Kincses Tamás
- Szinkronrendező: Nikodém Zsigmond

A szinkront a Mafilm Audio Kft. készítette el.

## A film készítése
2014. január 9-én bejelentették, hogy a Warner Bros. Amma Asantét bízta meg a nőközpontú thriller, az Unforgettable rendezésével. Denise Di Novi lett volna a film producere Alison Greenspannel együtt, míg a forgatókönyvet Christina Hodson írta. 2014. december 2-án Kate Hudson és Kerry Washington kapták a főszerepeket a filmben, amely egy férfiról szól, akit volt felesége fenyeget. 2015. június 22-én, miután Asante rendező, valamint Hudson és Washington is távoztak a projektből, kiderült, hogy Denise Di Novi producerként visszalép, és rendezőként debütál a filmmel. Az is nyilvánosságra került, hogy a forgatókönyvet David Leslie Johnson Christina Hodsonnal közösen írta.
2015. augusztus 12-én Katherine Heiglt választották ki Tessa Connover szerepére, aki egy ravasz és mentálisan instabil elvált anya, és aki fenyegetést jelent volt férjére, lányára, valamint volt férje új barátnőjére. Ugyanezen a napon Rosario Dawson csatlakozott a szereplőgárdához Julia Banks szerepében, aki megpróbál visszavágni Tessának. 2015. augusztus 21-én további szereplőket is bejelentettek: Geoff Stults alakítja Davidet, a volt férjet; Isabella Rice Lilyt, a kislányukat; Cheryl Ladd pedig Tessa anyját. Továbbá csatlakozott a szereplőkhöz Simon Kassianides, Whitney Cummings és Robert Wisdom is.
Ravi D. Mehta és Emanuel Michael szintén producerként vettek részt a filmben, a kreatív csapat további tagjai pedig a következők voltak: Caleb Deschanel operatőr, Nelson Coates látványtervező, Frédéric Thoraval vágó és Marian Toy jelmeztervező.

### Forgatás
A film forgatása 2015. augusztus 17-én kezdődött Los Angelesben és annak környékén.